# Associazione Sportiva Roma 1984-1985
Questa voce raccoglie le informazioni riguardanti l'Associazione Sportiva Roma nelle competizioni ufficiali della stagione 1984-1985.

## Stagione

Il neocapitano romanista Bruno Conti impegna il portiere bavarese Pfaff nel retour match dei quarti di Coppa delle Coppe 1984-1985.

Nella stagione 1984-1985 la Roma ingaggia Sven-Göran Eriksson che, in mancanza del patentino di allenatore, viene nominato direttore tecnico e affiancato da Roberto Clagluna in veste di allenatore. In campionato la squadra ottiene un deludente settimo posto, condizionato da molteplici fattori quali: la delusione per la mancata conquista della Coppa dei Campioni al termine della stagione precedente; un mercato poco appariscente, caratterizzato dall'innesto di attempati rincalzi, assai limitato rispetto alle precedenti sessioni; l'addio di Liedholm in favore di un altro svedese, Eriksson, dai dettami tecnici assai differenti (senza contare la cessione di Di Bartolomei, faro del gioco giallorosso, considerato troppo lento dal nuovo tecnico).
In Coppa delle Coppe la Roma arriva fino ai quarti di finale, battuta dal Bayern Monaco: dopo aver perso all'andata a Monaco di Baviera per 2-0, la Roma in casa subisce un altro gol dagli avversari; grazie a Nela la Roma riesce a trovare il pareggio, reso nuovamente vano da un altro gol realizzato dai tedeschi.

## Divise e sponsor
Lo sponsor tecnico è Kappa, mentre lo sponsor ufficiale è Barilla. La prima divisa è costituita da maglia rossa con colletto a polo giallo, pantaloncini rossi e calzettoni rossi bordati di giallo. In trasferta i Lupi usano una maglia bianca con colletto a polo rosso, pantaloncini bianchi, calzettoni bianchi bordati di rosso. I portieri usano divise costituite da maglie grigie con decorazioni nere o verdi, pantaloncini e calzettoni neri. Tutte le divise presentano cucite sul petto la coccarda della Coppa Italia.
| Casa | Trasferta | 1ª portiere | 2ª portiere |

## Organigramma societario
Di seguito l'organigramma societario.
Area direttiva
- Presidente: Dino Viola

Area organizzativa
- Segretario: Gilberto Viti

Area tecnica
- Direttore sportivo: Nardino Previdi
- Direttore tecnico: Sven-Göran Eriksson
- Allenatore: Roberto Clagluna

## Rosa
Di seguito la rosa.
| N. |                   | Ruolo | Calciatore           |
| -- | ----------------- | ----- | -------------------- |
|    | Italia (bandiera) | P     | Astutillo Malgioglio |
|    | Italia (bandiera) | P     | Pietro Pappalardo    |
|    | Italia (bandiera) | P     | Franco Tancredi      |
|    | Italia (bandiera) | D     | Guido Belardinelli   |
|    | Italia (bandiera) | D     | Dario Bonetti        |
|    | Italia (bandiera) | D     | Settimio Lucci       |
|    | Italia (bandiera) | D     | Roberto Fois         |
|    | Italia (bandiera) | D     | Aldo Maldera         |
|    | Italia (bandiera) | D     | Stefano Mattiuzzo    |
|    | Italia (bandiera) | D     | Sebastiano Nela      |
|    | Italia (bandiera) | D     | Emidio Oddi          |
|    | Italia (bandiera) | D     | Paolo Petitti        |
|    | Italia (bandiera) | D     | Ubaldo Righetti      |
|    | Italia (bandiera) | D     | Maurizio Vincioni    |
|    | Italia (bandiera) | C     | Carlo Ancelotti      |
|    | Italia (bandiera) | C     | Ruben Buriani        |

| N. |                    | Ruolo | Calciatore             |
| -- | ------------------ | ----- | ---------------------- |
|    | Brasile (bandiera) | C     | Toninho Cerezo         |
|    | Italia (bandiera)  | C     | Odoacre Chierico       |
|    | Italia (bandiera)  | C     | Bruno Conti (capitano) |
|    | Italia (bandiera)  | C     | Antonio Di Carlo       |
|    | Italia (bandiera)  | C     | Angelo Di Livio        |
|    | Brasile (bandiera) | C     | Paulo Roberto Falcão   |
|    | Italia (bandiera)  | C     | Giuseppe Giannini      |
|    | Italia (bandiera)  | C     | Stefano Impallomeni    |
|    | Italia (bandiera)  | C     | Fabio Petiti           |
|    | Italia (bandiera)  | C     | Marco Pizzoni          |
|    | Italia (bandiera)  | A     | Roberto Antonelli      |
|    | Italia (bandiera)  | A     | Maurizio Iorio         |
|    | Italia (bandiera)  | A     | Francesco Graziani     |
|    | Italia (bandiera)  | A     | Stefano Papa           |
|    | Italia (bandiera)  | A     | Roberto Pruzzo         |
|    | Italia (bandiera)  | A     | Stefano Sgherri        |

## Calciomercato
Di seguito il calciomercato.

### Sessione estiva
| Acquisti | Acquisti             | Acquisti  | Acquisti                |
| R.       | Nome                 | da        | Modalità                |
| -------- | -------------------- | --------- | ----------------------- |
| D        | Settimio Lucci       | Avellino  | fine prestito           |
| C        | Ruben Buriani        | Cesena    | definitivo              |
| C        | Antonio Di Carlo     | Arezzo    | fine prestito           |
| C        | Mark Tullio Strukelj | Triestina | riscattato (680 Mln. £) |
| A        | Roberto Antonelli    | Genoa     | prestito                |
| A        | Maurizio Iorio       | Verona    | riscattato (2.5 Mld. £) |
| A        | Sandro Tovalieri     | Pescara   | fine prestito           |

| Cessioni | Cessioni               | Cessioni      | Cessioni   |
| R.       | Nome                   | a             | Modalità   |
| -------- | ---------------------- | ------------- | ---------- |
| P        | Attilio Gregori        | Reggiana      | definitivo |
| P        | Marco Savorani         | Piacenza      | prestito   |
| P        | Franco Superchi        | Civitavecchia | definitivo |
| D        | Michele Nappi          | Perugia       | definitivo |
| D        | Viero Vignoli          | Reggiana      | definitivo |
| C        | Stefano Desideri       | Piacenza      | prestito   |
| C        | Agostino Di Bartolomei | Milan         | definitivo |
| C        | Fabrizio Di Mauro      | Arezzo        | prestito   |
| C        | Stefano Nobili         | Jesina        | definitivo |
| C        | Mark Tullio Strukelj   | Pisa          | prestito   |
| A        | Corrado Baglieri       | Francavilla   | definitivo |
| A        | Paolo Baldieri         | Pisa          | definitivo |
| A        | Sandro Tovalieri       | Arezzo        | prestito   |
| A        | Francesco Vincenzi     | Ascoli        | definitivo |

## Risultati

### Serie A

#### Girone di andata
| Avellino 16 settembre 1984, ore 16:00 1ª giornata | Avellino          | 0 – 0 referto | Roma | Stadio Partenio (circa 26.000 spett.)\| Arbitro: \| Pairetto (Torino) \| |
| Arbitro:                                          | Pairetto (Torino) |               |      |                                                                          |

| Arbitro: | Ballerini (La Spezia) |

|            |           |                  |
| Cerezo 59’ | Marcatori | 76’ Corneliusson |

| Bergamo 30 settembre 1984, ore 15:00 3ª giornata | Atalanta      | 0 – 0 referto | Roma | Stadio Comunale (circa 35.000 spett.)\| Arbitro: \| Redini (Pisa) \| |
| Arbitro:                                         | Redini (Pisa) |               |      |                                                                      |

| Arbitro: | Bianciardi (Siena) |

|                   |           |                    |
| Pruzzo 14’ (rig.) | Marcatori | 16’ (rig.) Souness |

| Arbitro: | D'Elia (Salerno) |

|                               |           |            |
| Di Bartolomei 58’ Hateley 64’ | Marcatori | 70’ Cerezo |

| Roma 21 ottobre 1984, ore 14:30 6ª giornata | Roma              | 0 – 0 referto | Verona | Stadio Olimpico di Roma\| Arbitro: \| Mattei (Macerata) \| |
| Arbitro:                                    | Mattei (Macerata) |               |        |                                                            |

| Arbitro: | Casarin (Milano) |

|              |           |              |
| Briaschi 20’ | Marcatori | 30’ Giannini |

| Roma 11 novembre 1984, ore 14:30 8ª giornata | Roma              | 0 – 0 referto | Lazio | Stadio Olimpico di Roma (circa 69.000 spett.)\| Arbitro: \| Bergamo (Livorno) \| |
| Arbitro:                                     | Bergamo (Livorno) |               |       |                                                                                  |

| Arbitro: | Pairetto (Torino) |

|                               |           |                     |
| Iorio 28’ (rig.) Giannini 45’ | Marcatori | 85’ (rig.) Sócrates |

| Ascoli Piceno 25 novembre 1984, ore 14:30 10ª giornata | Ascoli                       | 0 – 0 referto | Roma | Stadio Cino e Lillo Del Duca (circa 23.000 spett.)\| Arbitro: \| Egidio Ballerini (La Spezia) \| |
| Arbitro:                                               | Egidio Ballerini (La Spezia) |               |      |                                                                                                  |

| Arbitro: | Paparesta (Bari) |

|                         |           |              |
| Pruzzo 16’ Graziani 81’ | Marcatori | 69’ Selvaggi |

| Arbitro: | Bergamo (Livorno) |

|             |           |                              |
| Bertoni 45’ | Marcatori | 20’ Falcão 78’ (aut.) Marino |

| Arbitro: | Magni (Bergamo) |

|                                      |           |                         |
| Giannini 8’ Ancelotti 50’ Pruzzo 78’ | Marcatori | 56’ (rig.), 75’ Finardi |

| Milano 6 gennaio 1985, ore 14:30 14ª giornata | Inter               | 0 – 0 referto | Roma | Stadio Giuseppe Meazza\| Arbitro: \| Lo Bello (Siracusa) \| |
| Arbitro:                                      | Lo Bello (Siracusa) |               |      |                                                             |

| Arbitro: | Bergamo (Livorno) |

|            |           |  |
| Pruzzo 37’ | Marcatori |  |

#### Girone di ritorno
| Arbitro: | Paparesta (Bari) |

|                   |           |  |
| Pruzzo 60’ (rig.) | Marcatori |  |

| Como 27 gennaio 1985, ore 14:30 17ª giornata | Como          | 0 – 0 referto | Roma | Stadio Giuseppe Sinigaglia\| Arbitro: \| Redini (Pisa) \| |
| Arbitro:                                     | Redini (Pisa) |               |      |                                                           |

| Arbitro: | Pairetto (Torino) |

|            |           |             |
| Cerezo 85’ | Marcatori | 26’ Pacione |

| Arbitro: | D'Elia (salerno) |

|                                          |           |  |
| Vialli 45’ Galia 56’ Righetti 66’ (aut.) | Marcatori |  |

| Arbitro: | Ballerini (La Spezia) |

|  |           |            |
|  | Marcatori | 12’ Virdis |

| Arbitro: | Casarin (Milano) |

|            |           |  |
| Larsen 74’ | Marcatori |  |

| Arbitro: | Agnolin (Bassano del Grappa) |

|          |           |            |
| Nela 67’ | Marcatori | 53’ Boniek |

| Arbitro: | D'Elia (Salerno) |

|              |           |               |
| Giordano 73’ | Marcatori | 70’ Antonelli |

| Arbitro: | Redini (Pisa) |

|                |           |  |
| Passarella 62’ | Marcatori |  |

| Arbitro: | Pairetto (Torino) |

|                                                |           |            |
| Graziani 1’ Dell'Oglio 18’ (aut.) Righetti 47’ | Marcatori | 49’ Dirceu |

| Arbitro: | Casarin (Milano) |

|  |           |                         |
|  | Marcatori | 66’ Pruzzo 89’ Chierico |

| Arbitro: | Agnolin (Bassano del Grappa) |

|                      |           |             |
| Dal Fiume 43’ (aut.) | Marcatori | 40’ Bertoni |

| Arbitro: | Pieri (Genova) |

|  |           |                                                        |
|  | Marcatori | 17’, 41’, 85’ Di Carlo 38’ (rig.) Pruzzo 87’ Ancelotti |

| Arbitro: | Leni (Perugia) |

|                                                 |           |                                              |
| Ancelotti 24’ Conti 37’ Giannini 47’ Pruzzo 49’ | Marcatori | 27’ (aut.) Oddi 58’ Rummenigge 64’ Altobelli |

| Arbitro: | Sguizzato (Verona) |

|            |           |  |
| Serena 79’ | Marcatori |  |

### Coppa Italia

#### Terzo girone
| Arbitro: | Ballerini (La Spezia) |

|  |           |          |
|  | Marcatori | 77’ Nela |

| Arbitro: | Lombardo (Marsala) |

|                       |           |                           |
| Cerezo 3’ Giannini 6’ | Marcatori | 29’ Pradella 84’ Sorbello |

| Varese 29 agosto 1984, ore 20:45 3ª giornata | Varese            | 0 – 0 referto | Roma | Stadio Franco Ossola\| Arbitro: \| Mattei (Macerata) \| |
| Arbitro:                                     | Mattei (Macerata) |               |      |                                                         |

| Arbitro: | Redini (Pisa) |

|                              |           |  |
| Graziani 26’, 83’ Pruzzo 79’ | Marcatori |  |

| Arbitro: | D'Elia (Salerno) |

|                               |           |  |
| Iorio 67’ (rig.) Di Carlo 79’ | Marcatori |  |

#### Fase ad eliminazione diretta
| Parma 13 febbraio 1985, ore 20:30 Ottavi di finale - Andata | Parma          | 0 – 0 referto | Roma | Stadio Ennio Tardini\| Arbitro: \| Leni (Perugia) \| |
| Arbitro:                                                    | Leni (Perugia) |               |      |                                                      |

| Arbitro: | Mattei (Macerata) |

|           |           |              |
| Iorio 28’ | Marcatori | 70’ Marocchi |

### Coppa delle Coppe
| Arbitro: | Wurtz |

|              |           |  |
| Graziani 73’ | Marcatori |  |

| Bucarest 3 ottobre 1984, ore 13:30 CEST Sedicesimi di finale - Ritorno | Steaua Bucarest | 0 – 0 referto | Roma | Stadio Ghencea\| Arbitro: \| Galler \| |
| Arbitro:                                                               | Galler          |               |      |                                        |

| Arbitro: | Padar |

|                              |           |  |
| Pruzzo 38’ (rig.) Cerezo 49’ | Marcatori |  |

| Arbitro: | Martinez |

|  |           |              |
|  | Marcatori | 68’ Graziani |

| Arbitro: | Courtney |

|                            |           |  |
| Augenthaler 44’ Hoeneß 77’ | Marcatori |  |

| Arbitro: | Christov |

|          |           |                              |
| Nela 80’ | Marcatori | 32’ (rig.) Matthäus 81’ Kögl |

## Statistiche

### Statistiche di squadra
Di seguito le statistiche di squadra.
| Competizione      | Punti | In casa | In casa | In casa | In casa | In casa | In casa | In trasferta | In trasferta | In trasferta | In trasferta | In trasferta | In trasferta | Totale | Totale | Totale | Totale | Totale | Totale | DR  |
| Competizione      | Punti | G       | V       | N       | P       | Gf      | Gs      | G            | V            | N            | P            | Gf           | Gs           | G      | V      | N      | P      | Gf     | Gs     | DR  |
| ----------------- | ----- | ------- | ------- | ------- | ------- | ------- | ------- | ------------ | ------------ | ------------ | ------------ | ------------ | ------------ | ------ | ------ | ------ | ------ | ------ | ------ | --- |
| Serie A           | 34    | 15      | 7       | 7       | 1       | 21      | 14      | 15           | 3            | 7            | 5            | 12           | 11           | 30     | 10     | 14     | 6      | 33     | 25     | +8  |
| Coppa Italia      | -     | 4       | 2       | 2       | 0       | 8       | 3       | 3            | 1            | 2            | 0            | 1            | 0            | 7      | 3      | 4      | 0      | 9      | 3      | +6  |
| Coppa delle Coppe | -     | 3       | 2       | 0       | 1       | 4       | 2       | 3            | 1            | 1            | 1            | 1            | 2            | 6      | 3      | 1      | 2      | 5      | 4      | +1  |
| Totale            | -     | 22      | 11      | 9       | 2       | 33      | 19      | 21           | 5            | 10           | 6            | 14           | 13           | 43     | 16     | 19     | 8      | 47     | 32     | +15 |

### Andamento in campionato
Fonte:
| Giornata  | 1 | 2 | 3 | 4 | 5  | 6 | 7  | 8 | 9 | 10 | 11 | 12 | 13 | 14 | 15 | 16 | 17 | 18 | 19 | 20 | 21 | 22 | 23 | 24 | 25 | 26 | 27 | 28 | 29 | 30 |
| --------- | - | - | - | - | -- | - | -- | - | - | -- | -- | -- | -- | -- | -- | -- | -- | -- | -- | -- | -- | -- | -- | -- | -- | -- | -- | -- | -- | -- |
| Luogo     | T | C | T | C | T  | C | T  | C | C | T  | C  | T  | C  | T  | C  | C  | T  | C  | T  | C  | T  | C  | T  | T  | C  | T  | C  | T  | C  | T  |
| Risultato | N | N | N | N | P  | N | N  | N | V | N  | V  | V  | V  | N  | V  | V  | N  | N  | P  | P  | P  | N  | N  | P  | V  | V  | N  | V  | V  | P  |
| Posizione | 5 | 7 | 8 | 8 | 10 | 8 | 11 | 9 | 6 | 6  | 5  | 5  | 5  | 5  | 4  | 3  | 4  | 3  | 4  | 6  | 7  | 7  | 7  | 7  | 7  | 7  | 7  | 7  | 7  | 7  |

Legenda:

Luogo: C = Casa; T = Trasferta. Risultato: V = Vittoria; N = Pareggio; P = Sconfitta.

### Statistiche dei giocatori
Desunte dai tabellini del Corriere dello Sport, de L'Unità e de La Stampa.
| Giocatore       | Serie A  | Serie A | Coppa Italia | Coppa Italia | Coppa delle Coppe | Coppa delle Coppe | Totale   | Totale |
| Giocatore       | Presenze | Reti    | Presenze     | Reti         | Presenze          | Reti              | Presenze | Reti   |
| --------------- | -------- | ------- | ------------ | ------------ | ----------------- | ----------------- | -------- | ------ |
| A. Malgioglio   | 0        | -0      | 2            | -1           | 0                 | -0                | 2        | -1     |
| P. Pappalardo   | -        | -       | 0            | -0           | -                 | -                 | 0        | -0     |
| F. Tancredi     | 30       | -25     | 5            | -2           | 6                 | -4                | 41       | -31    |
| G. Belardinelli | 0        | 0       | -            | -            | -                 | -                 | 0        | 0      |
| D. Bonetti      | 23       | 0       | 2            | 0            | 5                 | 0                 | 30       | 0      |
| S. Lucci        | 8        | 0       | 4            | 0            | 0                 | 0                 | 12       | 0      |
| R. Fois         | -        | -       | -            | -            | -                 | -                 | -        | -      |
| A. Maldera      | 21       | 0       | 7            | 0            | 4                 | 0                 | 32       | 0      |
| S. Mattiuzzo    | -        | -       | 0            | 0            | -                 | -                 | 0        | 0      |
| S. Nela         | 20       | 1       | 5            | 1            | 5                 | 1                 | 30       | 3      |
| E. Oddi         | 28       | 0       | 6            | 0            | 5                 | 0                 | 39       | 0      |
| P. Petitti      | -        | -       | -            | -            | -                 | -                 | -        | -      |
| U. Righetti     | 30       | 1       | 6            | 0            | 6                 | 0                 | 42       | 1      |
| M. Vincioni     | 0        | 0       | -            | -            | -                 | -                 | 0        | 0      |
| C. Ancelotti    | 22       | 3       | 2            | 0            | 3                 | 0                 | 27       | 3      |
| R. Buriani      | 24       | 0       | 6            | 0            | -                 | -                 | 30       | 0      |
| T. Cerezo       | 22       | 3       | 3            | 1            | 5                 | 1                 | 30       | 5      |
| O. Chierico     | 12       | 1       | 4            | 0            | 6                 | 0                 | 22       | 1      |
| B. Conti        | 22       | 1       | 1            | 0            | 5                 | 0                 | 28       | 1      |
| A. Di Carlo     | 16       | 3       | 6            | 1            | 2                 | 0                 | 24       | 4      |
| A. Di Livio     | 0        | 0       | 0            | 0            | -                 | -                 | 0        | 0      |
| P. R. Falcão    | 4        | 1       | 3            | 0            | 1                 | 0                 | 8        | 1      |
| G. Giannini     | 26       | 4       | 6            | 1            | 6                 | 0                 | 38       | 5      |
| S. Impallomeni  | -        | -       | -            | -            | -                 | -                 | -        | -      |
| F. Petiti       | 0        | 0       | 0            | 0            | -                 | -                 | 0        | 0      |
| M. Pizzoni      | 0        | 0       | -            | -            | -                 | -                 | 0        | 0      |
| R. Antonelli    | 5        | 1       | 5            | 0            | 1                 | 0                 | 11       | 1      |
| M. Iorio        | 16       | 1       | 3            | 2            | 5                 | 0                 | 24       | 3      |
| F. Graziani     | 19       | 2       | 6            | 2            | 4                 | 2                 | 29       | 6      |
| S. Papa         | -        | -       | 0            | 0            | -                 | -                 | 0        | 0      |
| R. Pruzzo       | 21       | 8       | 2            | 1            | 5                 | 1                 | 28       | 10     |
| S. Sgherri      | 0        | 0       | 0            | 0            | -                 | -                 | 0        | 0      |

## Giovanili

### Piazzamenti
- Primavera:
  - Campionato Primavera
  - Coppa Italia Primavera
  - Torneo di Viareggio: finalista

### Videografia
- Manuela Romano (a cura di), La storia della A.S. Roma (10 DVD-Video), Corriere dello Sport, Rai Trade, 2006.